# Bob Moore (muzikant)
Bob Moore (Nashville (Tennessee), 30 november 1932 - aldaar, 22 september 2021) was als contrabassist een veelgevraagd studiomuzikant en wist zich daarnaast al snel op te werken tot muzikaal leider van country- en popartiesten zoals Red Foley, Pat Boone, Elvis Presley en Connie Francis.
Plaatopnamen met Roy Orbison leverden hem een contract op met Monument Records en op 19 juni 1961 werd zijn single Mexico opgenomen. De plaat bereikte in de VS de zevende plaats en werd met goud bekroond. In Nederland werd het in 1960 een nummer 1-hit nadat het in de reclamespot van Nur die-panty's gebruikt was op Radio Veronica.
Het plaatje wordt algemeen beschouwd als het voorbeeld van de 'Tijuana Brass Sound' waarmee trompettist Herb Alpert enkele jaren later grote successen zou behalen.
Na het succes van Mexico werd het rustig rond Bob Moore, die er nooit in slaagde dit succes te herhalen of zelfs maar te benaderen.
Moore overleed op 88-jarige leeftijd in een ziekenhuis in Nashville.

## NPO Radio 2 Top 2000
Van Bob Moore stond alleen Mexico in 2000 in de NPO Radio 2 Top 2000, op plek 1787.
- Bibsys: 5023355
- Bibliothèque nationale de France: cb13924178q (data)
- Gemeinsame Normdatei: 134465830
- International Standard Name Identifier: 0000 0001 2026 8328
- Library of Congress Control Number: n93017641
- MusicBrainz: 37f8af3c-cd63-4452-903e-e355d10bbd52
- SNAC: w6tq5zwn
- Virtual International Authority File: 60751894
- WorldCat: E39PBJrwQ87hvq8GHq6FVPbTpP